# Boé
Boé is een gemeente in het Franse departement Lot-et-Garonne (regio Nouvelle-Aquitaine) en telt. De plaats maakt deel uit van het arrondissement Agen. De gemeente telde 5.784 inwoners op 1 januari 2022. Boé is een voorstad van Agen.

## Bezienswaardigheden
Een bezienswaardigheid is de Tour Lacassagne, een uitkijktoren langs de Garonne uit de 14e eeuw. Verder zijn er de parochiekerken van Boé en Saint-Pierre de Gaubert. In die laatste is het beschermde schilderij La Résurrection de Tabitha van Alexandre Laemelein uit 1843 te zien.

## Geschiedenis
De gemeente bestaat historisch uit twee dorpen aan de Garonne, Boé en Saint-Pierre de Gaubert. In Saint-Pierre de Gaubert was een natuurlijke oversteekplaats over de rivier. In de 13e eeuw kwam hier een veerpont. In de dorpen woonden veelal schippers en vissers op de Garonne. Door het graven van het Canal de Garonne en het bouwen van bruggen over de rivier in de 19e eeuw gingen deze beroepen verloren. De landbouwgrond in de gemeente was erg vruchtbaar door de overstromingen van de Garonne. In 1875, 1930 en 1952 overstroomden grote delen van de gemeente.
De gemeente werd opgericht in 1800. De stad Agen breidde vanaf de jaren 1950 uit over de gemeentegrenzen met de wijken Boé Cités en Boé-Aquitaine. Er kwam toen ook industrie in de gemeente.

## Geografie
De oppervlakte van Boé bedroeg op 1 januari 2022 16,5 vierkante kilometer; de bevolkingsdichtheid was toen 350,5 inwoners per km².
De gemeente ligt aan de Garonne en ook het Canal de Garonne loopt door de gemeente. Het noorden van de gemeente is verstedelijkt terwijl het zuiden nog landelijk is.
De onderstaande kaart toont de ligging van Boé met de belangrijkste infrastructuur en aangrenzende gemeenten.

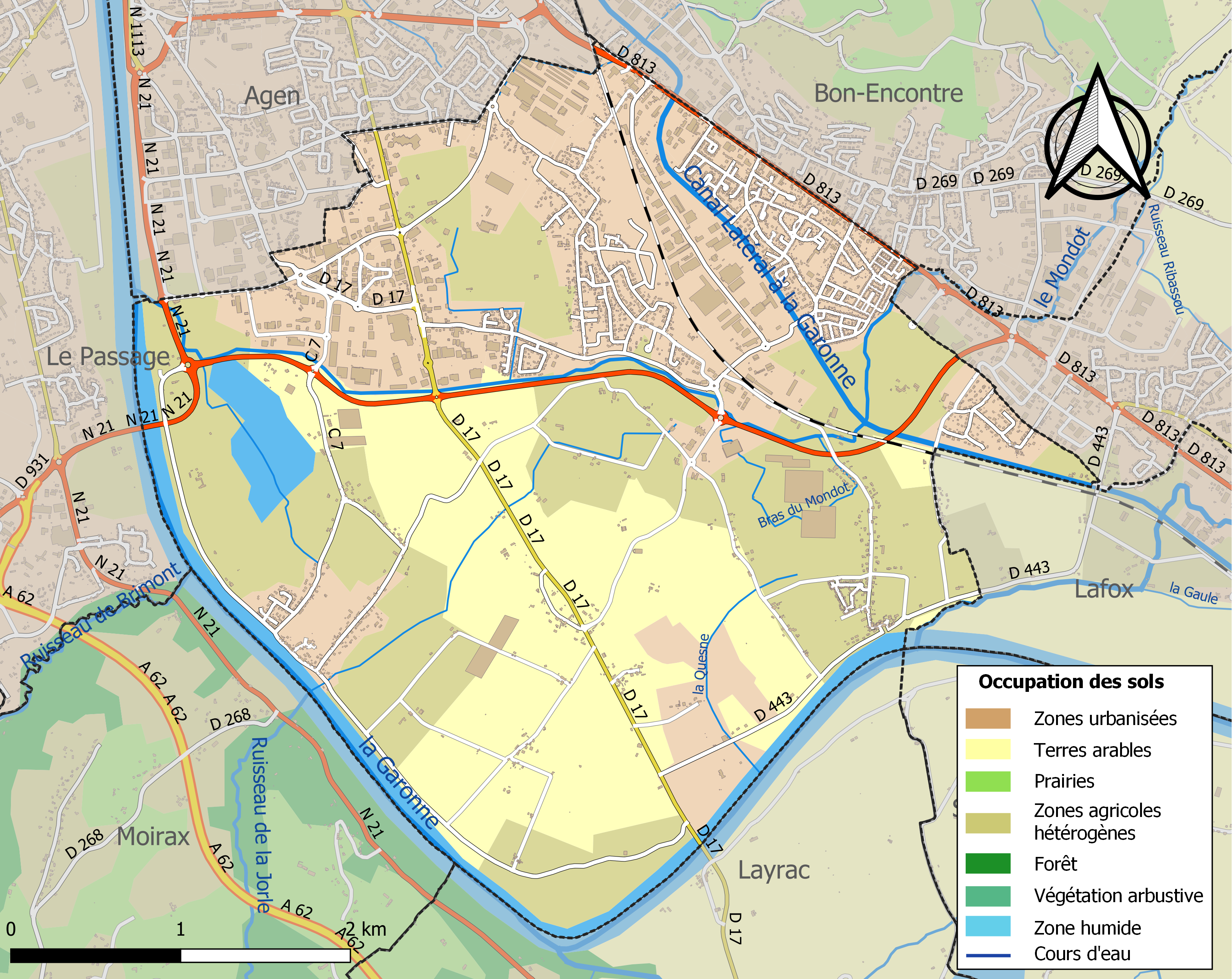

## Demografie
Onderstaande figuur toont het verloop van het inwonertal (bron: INSEE-tellingen).